# Jerzy Lechnerowski
Jerzy Czesław Lechnerowski (ur. 13 maja 1951 w Kórniku) – polski inżynier i samorządowiec, wieloletni burmistrz Kórnika (1990–1998, 2002–2018).

## Życiorys
Z wykształcenia inżynier, ukończył studia na Politechnice Poznańskiej. Pracował jako konstruktor w FSR Tarpan (1974–1978), główny specjalista w kombinacie PGR-ów w Kórniku (1978–1989) i zastępca kierownika w przedsiębiorstwie „Euro-Astar” (1989–1990).
W 1990, po reaktywacji samorządu terytorialnego, został burmistrzem miasta i gminy w Kórniku. Funkcję tę pełnił przez dwie kadencje do 1998, sprawując jednocześnie mandat radnego. Następnie do 2002 wchodził w skład rady powiatu poznańskiego, będąc jednocześnie członkiem zarządu tego powiatu. W 2002 zwyciężył w wyborach bezpośrednich, powracając na urząd burmistrza Kórnika. Trzykrotnie uzyskiwał reelekcję na to stanowisko, zarządzając gminą do 2018, gdy nie ubiegał się o ponowny wybór. W tymże roku jako kandydat Bezpartyjnych Samorządowców uzyskał mandat radnego sejmiku wielkopolskiego VI kadencji.
Był członkiem zarządu i rady nadzorczej Poznańskiej Lokalnej Organizacji Turystycznej, został też przedstawicielem burmistrza miasta Kórnika w Radzie Kuratorów Fundacji Zakłady Kórnickie.
W 2015 wyróżniony Komandorią Missio Reconciliationis.